# Каролинская белка
Кароли́нская (се́рая) бе́лка (лат. Sciurus carolinensis) — млекопитающее из семейства беличьих отряда грызунов. Окрас чёрный или серый; чёрные экземпляры особенно часто встречаются в городской черте на востоке Канады, поскольку этот окрас повышает выживаемость вида в городских условиях.

## Распространение

Естественный ареал белки серой до её интродукции в Европу

Каролинская белка обитает в восточной части Северной Америки, к западу от реки Миссисипи до северных границ Канады. В конце XIX века этот вид был интродуцирован в Шотландии, Ирландии, Англии и Италии и начал вытеснять оттуда обыкновенных белок. Вытеснение происходит из-за того, что серая белка является переносчиком, а также имеет некоторую толерантность к вирусу параоспы белок, который убивает обыкновенных белок. Кроме того, серые белки зимой с большей вероятностью находят свои запасы, а также используют запасы обыкновенных (европейских) белок. Каролинская белка предпочитает зрелые хвойные леса большой площади, но может селиться и в районах, где растут дубы и грецкие орехи, плоды которых являются важным источником зимнего питания этих животных.

## Морфология
Длина тела 380—525 мм, хвоста — 150—250 мм, ушей — 25—33 мм, задней стопы — 54—76 мм. Окраска меха — серая, с «подпалинами» коричневого или рыжего цвета.

## Размножение
Сезон размножения приходится на декабрь — февраль, в северных районах — чуть позже — на май — июнь. Второй выводок — в середине лета. Гон белок длится пять дней: всё это время самец преследует самку, удаляясь от норки на расстояние до 500 м. Через пять дней самка готова к зачатию, о чём свидетельствует отёчная розовая вульва, это состояние длится 8 часов. Спаривание длится менее 30 секунд. После спаривания у самки формируется вагинальная желатиновая пробка, которая препятствует повторному спариванию. Беременность длится 44 дня.
Большинство самок вступают в размножение в возрасте 1,25 года, но способны к рождению уже в возрасте 5,5 месяцев. Самки приносят два приплода в год, в течение 8 лет. Самцы становятся половозрелыми в возрасте 11 месяцев. В том случае, если они живут вместе с доминантным самцом, половая зрелость задерживается до двухлетнего возраста. Яички самцов обычно весят 1 грамм, но в период гона их масса увеличивается до 6—7 г, это происходит дважды в год.

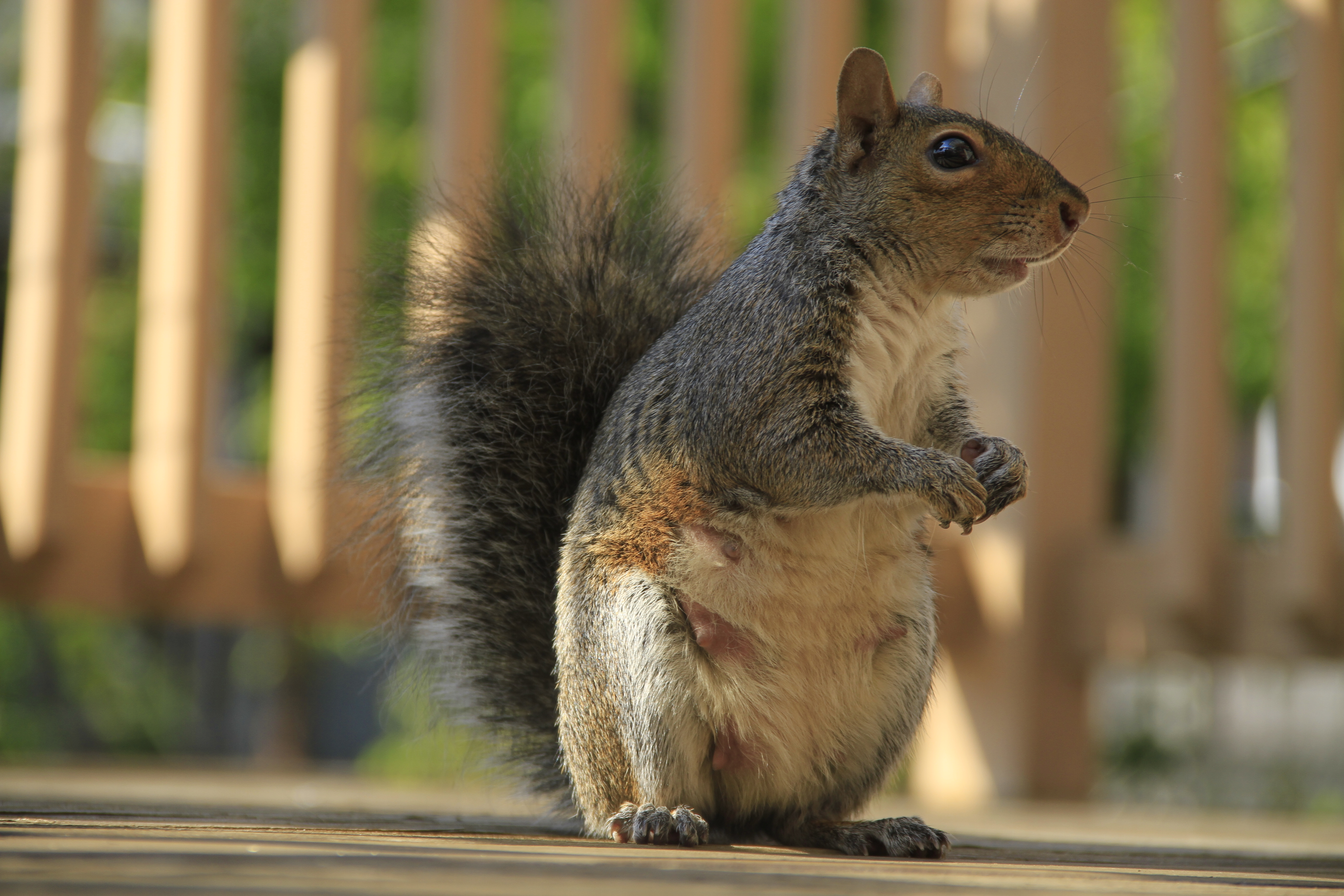
Каролинская серая белка

## Особенности жизни
Новорожденные проявляются на свет голыми, за исключением вибрисс, их масса при рождении — 13—18 г. Мать вскармливает их 7—10 недель. На седьмой неделе после рождения идёт линька, и молодые белки приобретают окраску взрослых. К 9 месяцам они имеют массу взрослого животного. В помете 2—4 детеныша, возможно до 8.
В годы роста численности этого вида или в неурожайный год эти белки собираются в большие «стаи» и мигрируют в поисках подходящих мест, преодолевая большие расстояния и водные преграды.
Рекордная продолжительность жизни среди рода белка зафиксирована именно для вида белки серой — одна особь в неволе дожила до возраста 23 года и 6 месяцев (ср. рекордные продолжительности жизни грызунов вообще).

## Факты
- В 1968 году белку серую признали символом штата Кентукки[5].